# L'Homenatge
L'Homenatge és una serra propera al veïnat de Requesens al municipi de la Jonquera a la comarca de l'Alt Empordà, amb una elevació màxima de 951,6 msnm al Puig Pinyer. De fet és una estivació de les Alberes que davalla en sentit NO-SE. Aquesta deixa al sud el còrrec de la Verneda i el Còrrec de la Font Rovellada que conflueixen poc després per anar a la Riera d'Anyet.